# Ugo re d’Italia
Ugo re d’Italia (dt.: Hugo, König von Italien) ist eine verschollene Oper von Gioachino Rossini, die er 1824 für das King’s Theatre in London schrieb und zumindest teilweise fertigstellte.

## Werkgeschichte
Vom 13. Dezember 1823 bis zum 26. Juli 1824 befand sich Rossini mit seiner Frau, der Sängerin Isabella Colbran, in London,:157 wo er insgesamt acht Opern am King’s Theatre dirigierte.:159 Dessen Impresario Giovanni Battista Benelli (1773–1857) hatte den beiden den Auftrag für eine neue Oper gegeben, die in der Saison 1824 aufgeführt werden sollte. Dem Rossini-Biographen Alexis Azevedo zufolge war eine zweiaktige Oper auf ein Libretto mit dem Titel La figlia dell’aria vorgesehen. Als Lohn wurden 6000 Francs vereinbart, die in drei Teilen ausgezahlt werden sollten: je ein Drittel bei der Ankunft in London und nach der Abgabe der beiden Akte. Der Biograph Giuseppe Radiciotti nennt eine Gesamtsumme von £240. Inwieweit die Komposition zum Zeitpunkt der Abreise Rossinis nach Paris fortgeschritten war, ist ungewiss. Die Aufführung wurde mehrfach angekündigt und wieder verschoben. Azevedo zufolge hatte Rossini den ersten Akt bereits abgeliefert und wartete dann vergeblich auf seine Bezahlung. John Ebers, der Vorgänger Benellis am King’s Theatre, berichtete, dass die nun Ugo, Ré d’Italia genannte Oper nahezu fertiggestellt und aus unbekannten Gründen den Bankiers Ransom übergeben worden sei.
Mittlerweile wurden in den Unterlagen der Barclays Bank, die zwischenzeitlich indirekt Ransom & Co. übernommen hatte, Dokumente gefunden, die mehr Klarheit geben. Darunter befinden sich insbesondere eine von Rossini unterschriebene Erklärung, dass er das Werk vollendet habe, sowie eine Ausfallbürgschaft zwischen Rossini und Ransom’s vom 23. März 1831. Der Ablauf stellt sich nun folgendermaßen dar:
Anfang Juni 1824 unterzeichnete Rossini eine Vereinbarung mit Benelli und seinem Anwalt Chippendale, in der er sich verpflichtete, die bereits begonnene und zum großen Teil fertige Oper Ugo ré d’Italia bis zum 1. Januar 1825 für die Proben fertigzustellen. Die bereits vorhandenen Teile sollte er vor seiner Abreise nach Paris zusammen mit einer Bürgschaft von £400 für den Fall, dass er die Komposition nicht fertigstellen würde, bei der Bank hinterlegen. Eine Quittung über den Erhalt dieses Geldes und zweier Pakete mit Noten findet sich auf der Rückseite der Ausfallbürgschaft von 1831. Sollte die Oper dagegen rechtzeitig fertig werden, sollte Rossini am 1. Februar £600 und am 1. März £400 erhalten. Der folgende Absatz der Vereinbarung enthält die Annahme, dass Rossini seinen Teil der Vereinbarung erfüllt, aber kein Geld erhalten hatte. Ein Indiz für die fortgeschrittene Komposition ist die Tatsache, dass Rossini bereits im Februar 1824 einen anderen Vertrag unterschrieben hatte, dem zufolge er ab Juli 1824 ein Jahr lang ausschließlich für Paris komponieren sollte. Für die Komposition des Ugo blieb ihm also nur noch wenig Zeit, als er Anfang Juni die Vereinbarung unterschrieb. Benelli selbst ging nach der Saison 1824 bankrott und floh aus England unter Hinterlassung größerer Schulden. Seine Beteiligung am King’s Theater war verpfändet an Rowland Yallop von der Anwaltskanzlei Yallop & Chippendale. Mietvertrag und Eigentumsrechte wurden schließlich von John Ebers übernommen.:163
Im März 1825 erhoben die Rechtsnachfolger Benellis Anspruch auf die bei der Bank hinterlegten Notenpakete und die Bürgschaft von £400. Letztere wurde Rossini später zurückerstattet. Die Noten jedoch verblieben bei der Bank. Am 27. November 1830 erklärte Rowland Yallop, dass er kein Interesse mehr an der Oper habe. Am 18. Dezember forderte Rossini die Noten von der Bank zurück und drohte mit Rechtsmaßnahmen, sollte dem nicht entsprochen werden. Die Bank entgegnete jedoch, dass die Freigabe der Rechtsnachfolger zurückgezogen worden sei und verweigerte die Herausgabe zunächst. Ende März 1831 wurde die bereits erwähnte Bürgschaft ausgestellt, in der auch die Details des Streits aufgeführt sind. Rossini verpflichtete sich darin, die Bank mit bis zu £1000 gegen etwaige zukünftige Ansprüche Yallos oder der Rechtsnachfolger zu entschädigen. Am 9. April übergaben Ransom & Co. die mutmaßlichen Notenpakete an die Anwaltskanzlei Fyson & Beck. Die Empfangsbestätigung von James Kemp ist der letzte bekannte Nachweis der Oper.
Rossini selbst teilte Edmond Michotte mit, dass er von La figlia dell’aria nur den ersten Akt fertiggestellt, aber später mehrere Stücke daraus für andere Opern genutzt habe. Herbert Weinstock zufolge könnte das bedeuten, dass er La filgia zugunsten von Ugo aufgegeben hatte und die Teile in der neuen Oper genutzt habe, oder aber dass er diese Stücke in seinen späteren Pariser Opern nutzte.:163 Da Rossini mit Guillaume Tell seine letzte Oper bereits 1829 geschrieben hatte und die Noten des Ugo definitiv nicht vor 1831 zurückerhielt, ist der letztere Fall jedoch sehr unwahrscheinlich. Weinstock hält es auch für möglich, dass Rossini die Oper – falls er sie zurückerhalten haben sollte – vernichtete. Denkbar seien lediglich Übernahmen einzelner Teile in seine späteren Werke wie dem Stabat Mater, der Petite Messe solennelle oder der späten kleineren Kompositionen.:165
Vermutlich nutzte Rossini für die Musik Teile aus seiner Oper Ermione von 1819. In der 1994 bei Opera Rara erschienenen CD Serious Rossini nahm der Tenor Bruce Ford die rekonstruierte Arie „Vieni, o cara“ des Ugo auf, die auf dem langsamen Teil der Arie des Pirro „Balena in man del figlio“ im ersten Akt von Ermione basiert. Er wurde begleitet vom Philharmonia Orchestra unter der Leitung von David Parry sowie dem Tenor Paul Nilon.